# Публій Клавдій Пульхр (консул 249 року до н. е.)
Пу́блій Кла́вдій Пульхр (лат. Publius Claudius Pulcher; 295 до н. е. — після 247 до н. е.) — політичний та військовий діяч Римської республіки, консул 249 року до н. е.

## Життєпис
Походив з патриціанського роду Клавдіїв. Син Аппія Клавдія Цека, консула 307 року до н. е. Першим із свого роду отримав когномен Пульхр, тобто «чудовий».
У 253 році до н. е. був обраний курульним еділом. У 249 році до н. е. його було обрано консулом разом з Луцієм Юнієм Юлом. Отримав командування військом на Сицилії для війни з Карфагеном. Під час командування виявив пиху та необачність. Припинив облогу міста Лілібей й спрямував римський флот до Дрепану. Незважаючи на несприятливе ворожіння розпочав бій з карфагенським флотом на чолі з Адгербалом, в якому римляни зазнали поразки. Отримав наказ сенату призначити диктатора, у відповідь Публій Клавдій призначив диктатором сина свого вільновідпущеника і разом з тим особистого посильного Марка Клавдія Гліцію. Але цього не було визнано й призначено Авла Атілія Калатина.
Надалі народні трибуни Пулліон та Фунданій звинуватили Публія Клавдія Пульхра у державній зраді. Втім коміції, що зібралися для суду були розігнані зливою, наступного разу на розгляд справи іншим народним трибуном було накладено вето. Але у 247 році до н. е. на Клавдія було накладено значний штраф.
Після цього року відомостей про подальшу долю Публія Клавдія Пульхра немає.

## Родина
- Аппій Клавдій Пульхр
- Клавдія Квінта, весталка.